# Viola vorarlbergensis
Viola vorarlbergensis är en violväxtart som beskrevs av Wilhelm Becker. Viola vorarlbergensis ingår i släktet violer, och familjen violväxter. Inga underarter finns listade i Catalogue of Life.